# Nikolaj Anikin
Nikolaj Petrovič Anikin (in russo Николай Петрович Аникин?; Išim, 25 gennaio 1932 – Duluth, 14 novembre 2009) è stato un fondista sovietico.

## Palmarès

### Olimpiadi invernali
- Oro a Cortina d'Ampezzo 1956 nella staffetta 4 × 10 km.
- Bronzo a Squaw Valley 1960 nei 30 km.
- Bronzo a Squaw Valley 1960 nella staffetta 4 × 10 km.

### Mondiali
- Argento a Lahti 1958 nella staffetta 4 × 10 km.